# PSV Eindhoven
Philips Sport Vereniging (wym. /ˈfɪ.lɪ.ps ˌspɔrt fə.ˈreɪ̯.nə.ɣɪŋ/), PSV Eindhoven (wym. /ˌpe.jəs.ˈfe(ɪ̯) ˈɛi̯nt.hoʊ̯.və(n)/) – holenderski klub sportowy z siedzibą w Eindhoven. PSV jest jednym z trzech najsłynniejszych klubów holenderskich – pozostałe dwa to AFC Ajax i Feyenoord. Największym sukcesem w historii klubu było zdobycie Pucharu Mistrzów w 1988 roku, duże sukcesy odnosili także pływacy PSV.

## Historia

### Początki
Jak wskazuje nazwa, klub powstał jako drużyna pracowników koncernu Philips 31 sierpnia 1913 roku, przy okazji obchodów setnej rocznicy ustanowienia monarchii i odzyskania niepodległości przez Holandię, po okresie okupacji francuskiej. Od tego czasu PSV przekształcił się w pełni profesjonalny klub piłkarski.

### Pierwsze sukcesy
Od 1914 roku PSV bierze udział w rozgrywkach ligowych w Holandii. Kilka lat później, po serii awansów, PSV dołącza do grona najlepszych drużyn holenderskich, zdobywając pierwszy tytuł mistrzowski w 1929 roku i pierwszy Puchar Holandii w 1950 roku W pięć lat później PSV został pierwszym holenderskim klubem, który wziął udział w Pucharze Europy. W sezonie 1956/1957, pierwszym w formule Eredivisie, napastnik PSV, Coen Dillen został pierwszym królem strzelców rozgrywek ligowych, zdobywając 43 bramki, co do dziś jest rekordem w historii rozgrywek.

### Złote lata 70.
W połowie lat 70. klub prowadzony przez Keesa Rijversa zdobył szereg kolejnych trofeów krajowych i odniósł pierwszy spektakularny sukces w europejskich pucharach. Drużyna złożona z takich zawodników jak Willy van der Kuijlen, bracia Van de Kerkhof, Jan van Beveren, Jan Poortvliet, Harry Lubse, czy Huub Stevens zdobyła trzykrotnie mistrzostwo Holandii i dwukrotnie krajowy puchar. Największym sukcesem tego zespołu było zdobycie Pucharu UEFA. Pierwszy, wyjazdowy mecz finałowy z Bastią zakończył się bezbramkowym remisem. W rewanżu PSV nie pozostawił już jednak żadnych wątpliwości, która drużyna jest lepsza i po spektakularnym zwycięstwie 3:0 nad francuskim klubem, 9 maja 1978 roku PSV triumfowało, po raz pierwszy w historii, w rozgrywkach międzynarodowych.

## Sukcesy
Największym sukcesem klubu było zdobycie Pucharu Mistrzów w 1988 roku, po zwycięstwie w meczu finałowym nad portugalskim zespołem SL Benfica. Mecz zakończył się bezbramkowym remisem, a piłkarze PSV lepiej wykonywali rzuty karne. Do najlepszych piłkarzy tamtej drużyny należał m.in. Hans van Breukelen, który kilka tygodni później pomógł reprezentacji Holandii zdobyć mistrzostwo Europy.
- Puchar Mistrzów (1x): 1988
- Puchar UEFA (1x): 1978
- Eredivisie (26x): 1929, 1935, 1951, 1963, 1975, 1976, 1978, 1986, 1987, 1988, 1989, 1991, 1992, 1997, 2000, 2001, 2003, 2005, 2006, 2007, 2008, 2015, 2016, 2018, 2024, 2025
- Puchar Holandii (11x): 1950, 1974, 1976, 1988, 1989, 1990, 1996, 2005, 2012, 2022, 2023
- Superpuchar Holandii w piłce nożnej (11x): 1992, 1996, 1997, 1998, 2000, 2001, 2003, 2008, 2012, 2015, 2016, 2021, 2022

## Stadion

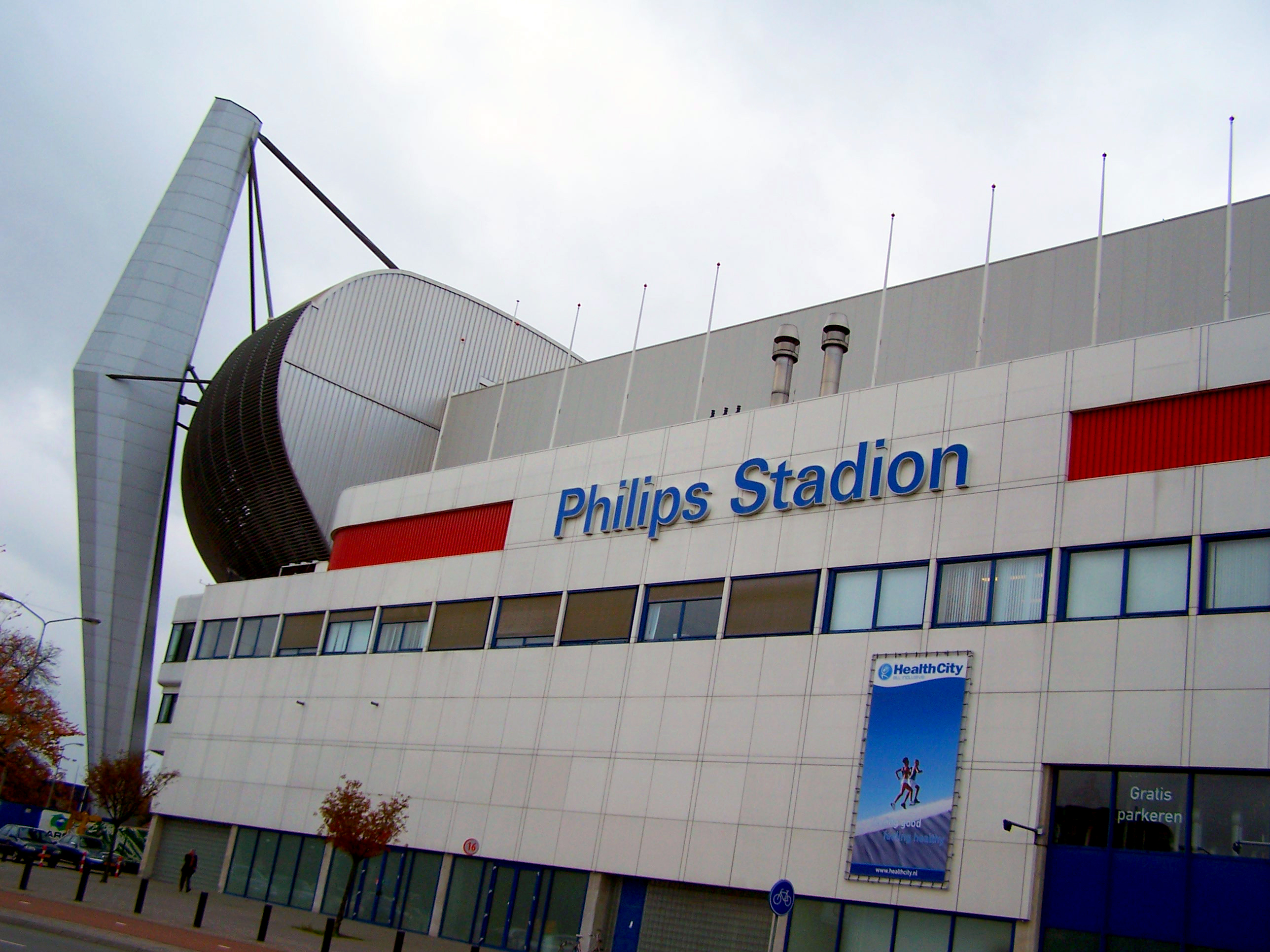
Philips Stadion.

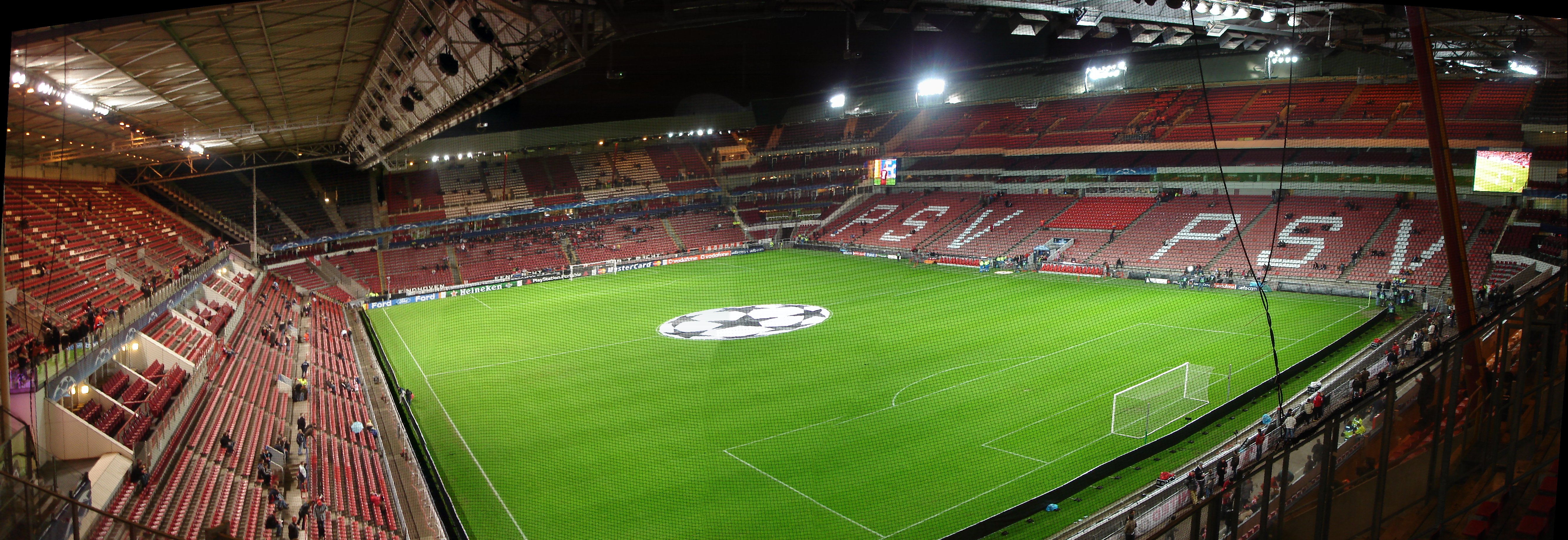
Philips Stadion – widok wewnątrz.

Siedziba klubu znajduje się w Eindhoven, gdzie zespół rozgrywa swoje mecze na stadionie Philipsa, wyposażonym w 36 500 krzesełek. Stadion ten gościł wiele finałów europejskich pucharów, a w 2000 roku był także jedną z aren Mistrzostw Europy, rozgrywanych w Belgii i Holandii. Stadion powstał w tym samym czasie, co klub, ale od tego czasu był wielokrotnie modernizowany.
- Nazwa: Philips Stadion
- Pojemność: 36 500
- Wymiary boiska: 105x69 m

## Szkoleniowcy
| Lp. | Imię i nazwisko    | Okres urzędowania | Okres urzędowania |
| --- | ------------------ | ----------------- | ----------------- |
| 1.  | Kees Meijnders     | 1914              | 1916              |
| 2.  | Wout Buitenweg     | 1916              | 1921              |
| 3.  | Jan Vos            | 1921              | 1922              |
| 4.  | John Leavy         | 1922              | 1927              |
| 5.  | Ben Hoogstede      | 1926              | 1927              |
| 6.  | Ignaz Klein        | 1927              | 1928              |
| 7.  | Joop Klein Wentink | 1928              | 1929              |
| 8.  | Jack Hall          | 1929              | 1935              |
| 9.  | Sam Wadsworth      | 1935              | 1938              |
| 10. | Jan van den Broek  | 1938              | 1942              |
| 11. | Coen Delsen        | 1942              | 1945              |
| 12. | Sam Wadsworth      | 1945              | 1951              |
| 13. | Harry Topping      | 1951              | 1952              |
| 14. | Huub de Leeuw      | 1952              | 1956              |
| 15. | Ljubicha Brocic    | 1956              | 1957              |
| 16. | Georg Hardwick     | 1957              | 1958              |
| 17. | Cees van Dijcke    | 1958              | 1959              |
| 18. | Ljubicha Brocic    | 1959              | 1960              |
| 19. | Franz Binder       | 1960              | 1962              |
| 20. | Bram Appel         | 1962              | 1967              |
| 21. | Milan Nikolic      | 1967              | 1967              |
| 22. | Wim Blokland       | 1967              | 1968              |
| 23. | Kurt Linder        | 1968              | 1972              |

| Lp. | Imię i nazwisko     | Okres urzędowania | Okres urzędowania |
| --- | ------------------- | ----------------- | ----------------- |
| 24. | Kees Rijvers        | 1972              | 1980              |
| 25. | Thijs Libregts      | 1980              | 1983              |
| 26. | Jan Reker           | 1983              | 1986              |
| 27. | Hans Kraay          | 1986              | 1987              |
| 28. | Guus Hiddink        | 1987              | 1990              |
| 29. | Bobby Robson        | 1990              | 1992              |
| 30. | Hans Westerhof      | 1992              | 1993              |
| 31. | Aad de Mos          | 1993              | 1995              |
| 32. | Kees Rijvers        | 1995              | 1995              |
| 33. | Dick Advocaat       | 1995              | 1998              |
| 34. | Bobby Robson        | 1998              | 1999              |
| 35. | Eric Gerets         | 1999              | 2002              |
| 36. | Guus Hiddink        | 2002              | 2006              |
| 37. | Ronald Koeman       | 2006              | 2007              |
| 38. | Jan Wouters         | 2007              | 2008              |
| 39. | Sef Vergoossen      | 2008              | 2008              |
| 40. | Huub Stevens        | 2008              | 2009              |
| 41. | Fred Rutten         | 2009              | 2012              |
| 42. | Phillip Cocu        | 2012              | 2012              |
| 43. | Dick Advocaat       | 2012              | 2013              |
| 44. | Phillip Cocu        | 2013              | 2018              |
| 45. | Mark van Bommel     | 2018              | 2019              |
| 46. | Roger Schmidt       | 2020              | 2022              |
| 47. | Ruud van Nistelrooy | 2022              | 2023              |

## Obecny skład
Stan na 4 września 2023
| Nr | Poz. | Piłkarz                                         |
| -- | ---- | ----------------------------------------------- |
| 1  | BR   | Walter Benítez                                  |
| 2  | OB   | Shurandy Sambo                                  |
| 3  | OB   | Jordan Teze                                     |
| 4  | OB   | Armando Obispo                                  |
| 5  | OB   | André Ramalho                                   |
| 6  | OB   | Armel Bella-Kotchap (wypożyczony z Southampton) |
| 7  | NA   | Noa Lang                                        |
| 8  | PO   | Sergiño Dest (wypożyczony z Barcelony)          |
| 9  | NA   | Luuk de Jong (kapitan)                          |
| 10 | PO   | Malik Tillman (wypożyczony z Bayernu)           |
| 11 | NA   | Johan Bakayoko                                  |
| 14 | NA   | Ricardo Pepi                                    |
| 16 | BR   | Joël Drommel                                    |
| 17 | PO   | Mauro Júnior                                    |

| Nr | Poz. | Piłkarz                                         |
| -- | ---- | ----------------------------------------------- |
| 18 | OB   | Olivier Boscagli                                |
| 20 | PO   | Guus Til                                        |
| 22 | PO   | Jerdy Schouten                                  |
| 23 | PO   | Joey Veerman                                    |
| 24 | BR   | Boy Waterman                                    |
| 26 | PO   | Isaac Babadi                                    |
| 27 | NA   | Hirving Lozano                                  |
| 30 | OB   | Patrick van Aanholt (wypożyczony z Galatasaray) |
| 31 | PO   | Tygo Land                                       |
| 32 | NA   | Yorbe Vertessen                                 |
| 34 | PO   | Ismael Saibari                                  |
| 35 | OB   | Fredrik Oppegård                                |
| 41 | BR   | Kjell Peersman                                  |

### Numery zastrzeżone
12 – kibice
99 – Phoxy (Maskotka)

### Sztab szkoleniowy
Stan na 26 listopada 2013
| Posada                          | Imię i nazwisko       |
| ------------------------------- | --------------------- |
| Trener                          | Roger Schmidt         |
| Asystent trenera                | Ernest Faber          |
| Asystent trenera                | Chris van der Weerden |
| Manager zespołu                 | Mart van den Heuvel   |
| Trener bramkarzy                | Ruud Hesp             |
| Fizjoterapeuta                  | Cees van der Linden   |
| Fizjoterapeuta                  | Eddy Pepels           |
| Trener przygotowania fizycznego | Egid Kiesouw          |
| Manager strojów                 | Jan Formannoy         |